# Дубино
Дубино — село в Україні, у Закарпатській області, Мукачівському районі. Входить до складу Чинадіївської селищної громади.

## Історія
Перша згадка у 1649 році
Церква св. арх. Михайла. 1856.
Про священика в селі згадано в 1672 р. і в 1704 р. У 1778 р. згадують дерев'яну церкву. Наступна згадка про стару дерев'яну церкву належить до 1888 р.
Теперішню церкву збудовано в стилі типової провінційної базиліки на місці, де була дерев'яна церква. До 1932 р. дахи було вкрито шинґлами. Старий іконостас замінено новим, зробленим Анатолієм Горнодьом. Напис на кивоті повідомляє, що "Сей кивот подаренный | на славу церкви | от[це]м Пацо Василиемъ Д. Имъ изготовленъ | 1967 p. ".
Дзвони реквізували в Першу світову війну, але малий дзвін з написом РОКУ БОЖИЛ АΨОЕ (1775) зберігся. Два нові дзвони, відлиті в 1923 p., встановили разом із старим у дерев'яній дзвіниці в північно-західному куті двору. На початку 1960-х років Іван Чепинець збудував нову одноярусну каркасну дерев'яну дзвіницю.

## Присілки
Святелець
Святелець - колишнє село в Україні, в Закарпатській області.
Обєднане з селом Дубино
Згадки: 1570: Szvatelecfalva, 1645: Suateletz Falva, 1649: Szvatelecfalva, 1672: Szvatelecfalva

Балмуш
Балмуш - колишнє село в Україні, в Закарпатській області.
Обєднане з селом Дубино
Згадки: 1600: Balmusfalva.

## Населення
Згідно з переписом УРСР 1989 року чисельність наявного населення села становила 684 особи, з яких 351 чоловік та 333 жінки.
За переписом населення України 2001 року в селі мешкали 694 особи.

### Мова
Розподіл населення за рідною мовою за даними перепису 2001 року:
| Мова       | Відсоток |
| ---------- | -------- |
| українська | 99,42 %  |
| російська  | 0,58 %   |

## Галерея

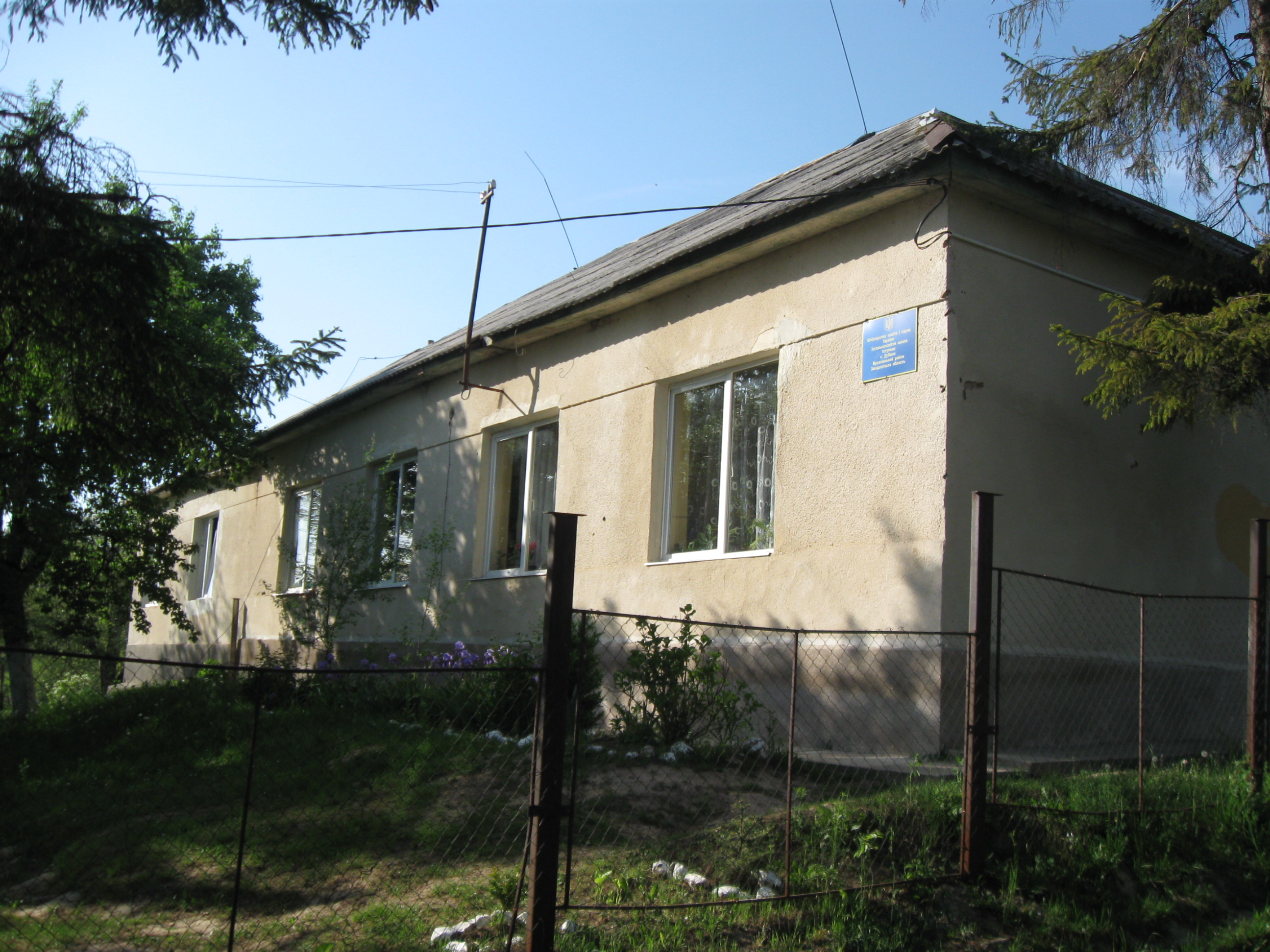
Дубинська школа. 2013 рік
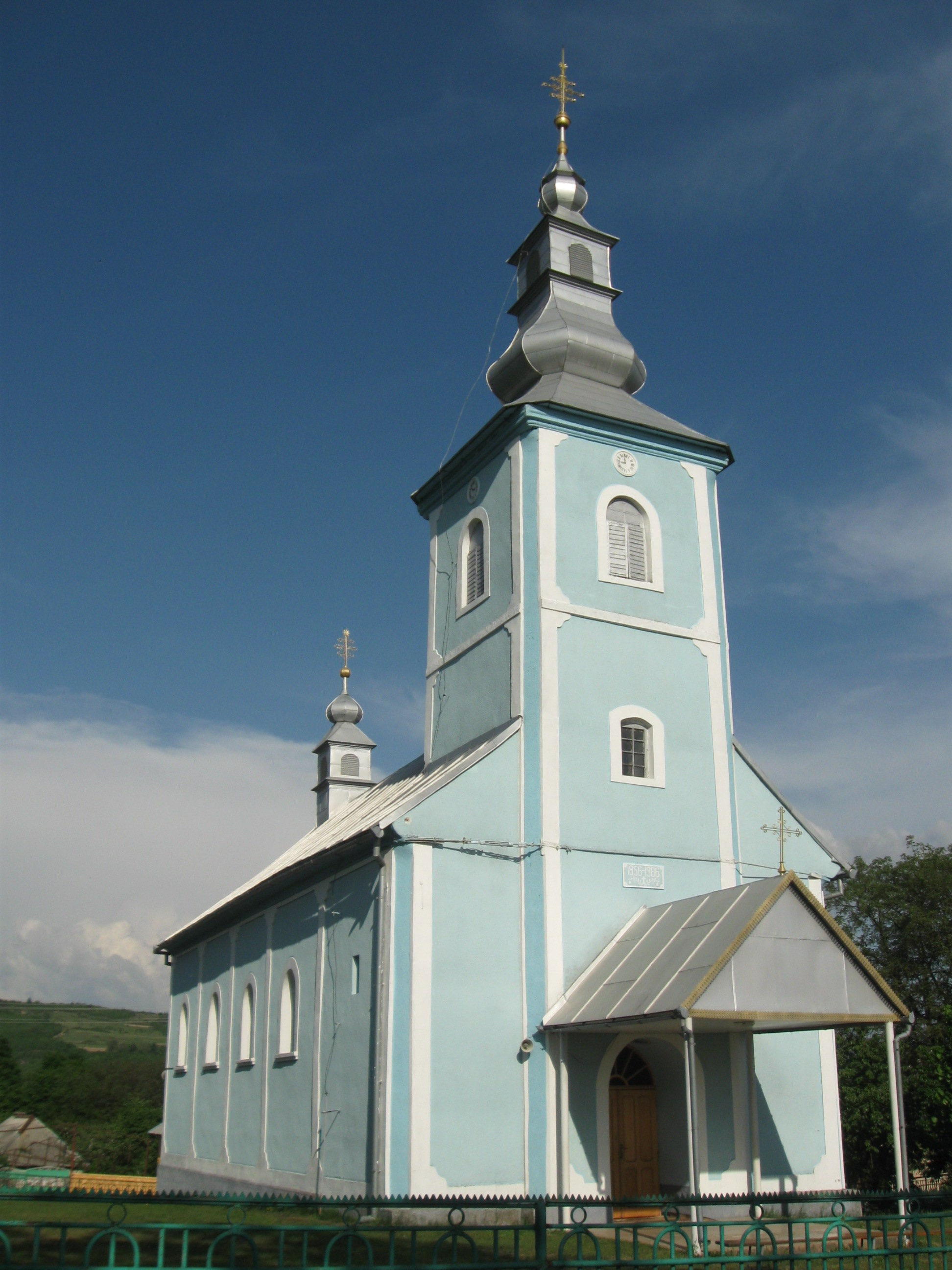
Дубинська церква. 2013 рік

## Туристичні місця
- храм  св. арх. Михайла. 1856.
- річка Обава